# Theretra nessus
Espèce
Theretra nessus est une espèce d'insectes lépidoptères de la famille des Sphingidae, de la sous-famille des Macroglossinae, de la tribu des Macroglossini, de la sous-tribu des Choerocampina et du genre Theretra.

## Description
Imago
L'envergure varie de 90 à 130 mm. La tête, le thorax et une bande centrale vers le bas de l'abdomen sont de couleur verte nimbée de taches ferrugineuses. Le thorax a une bande grise latérale et l'abdomen est de couleur jaune doré sur les côtés. Les ailes antérieures ont une face supérieure brun-olive. Un point noir est présent à l'extrémité de la cellule. À la partie postéromédiane, une ligne oblique ondulée est rejointe par trois lignes obliques droites au sommet à la marge intérieure. Les ailes postérieures sont brun sombre. L'angle anal est de couleur ocre, et se prolonge vers le sommet comme une bande submarginale. Le côté ventral est de couleur ocre à rougeâtre.

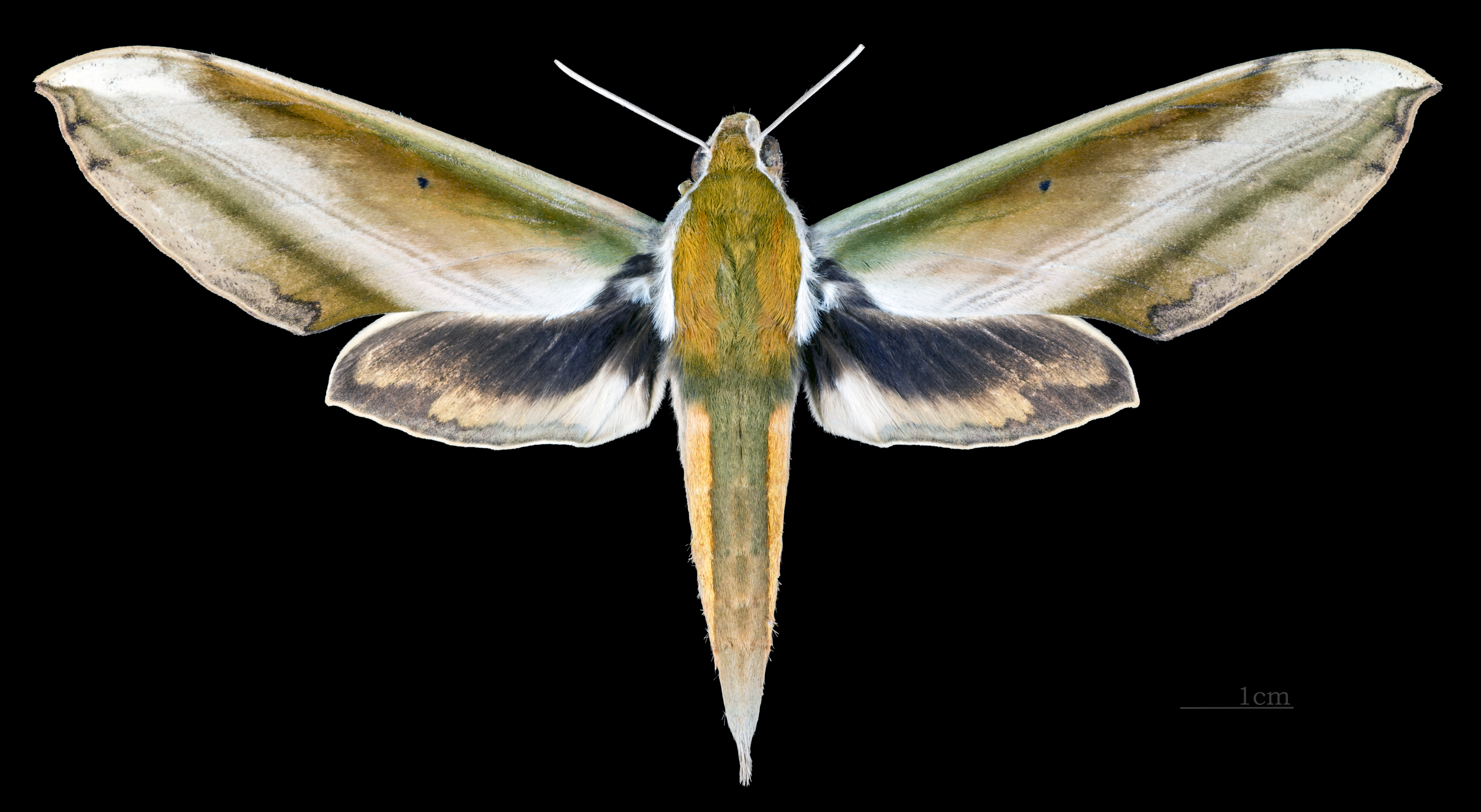
Avers de la femelle (coll.MHNT)
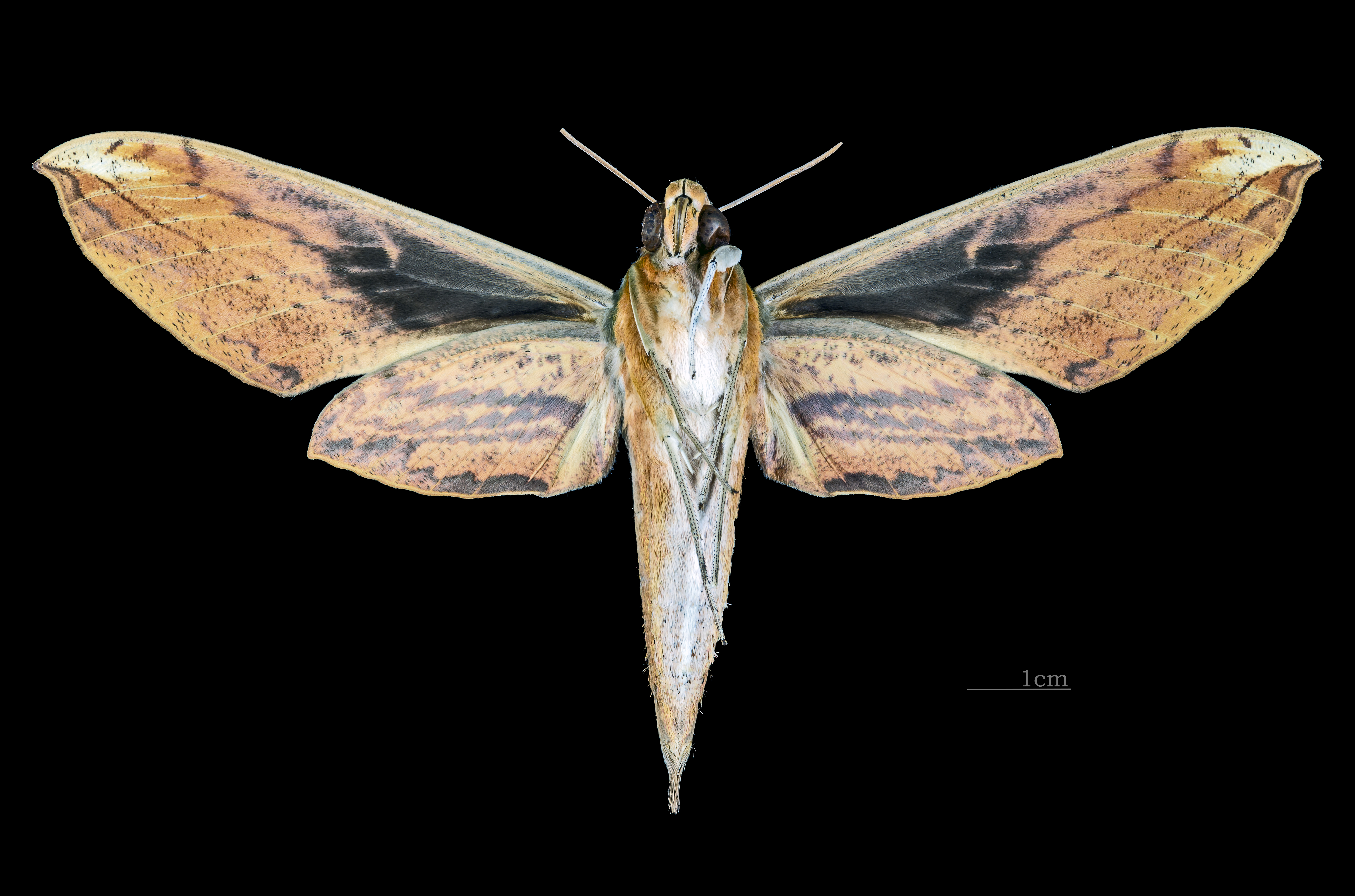
Revers de la femelle (coll.MHNT)
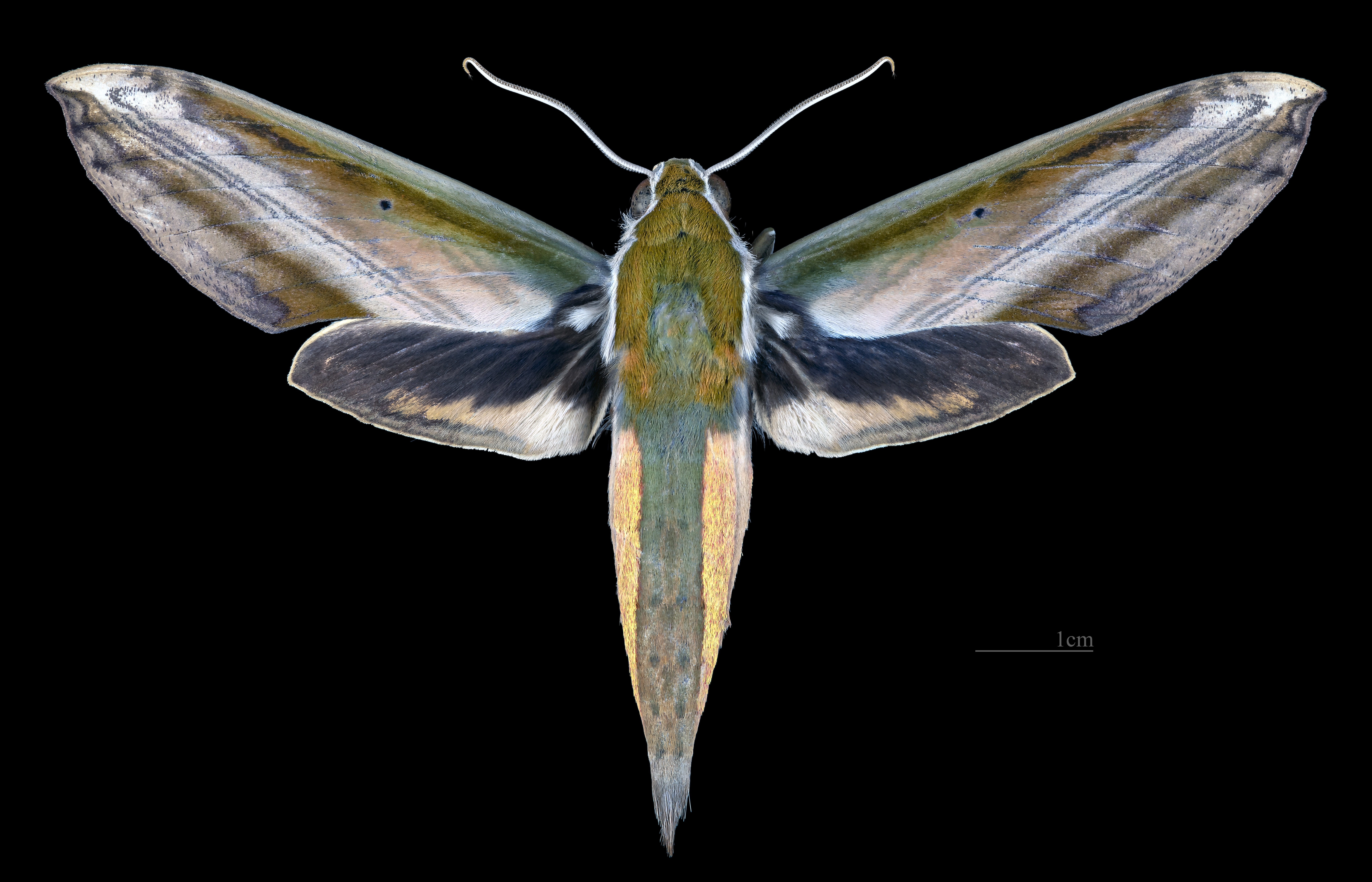
Avers du mâle (coll.MHNT)
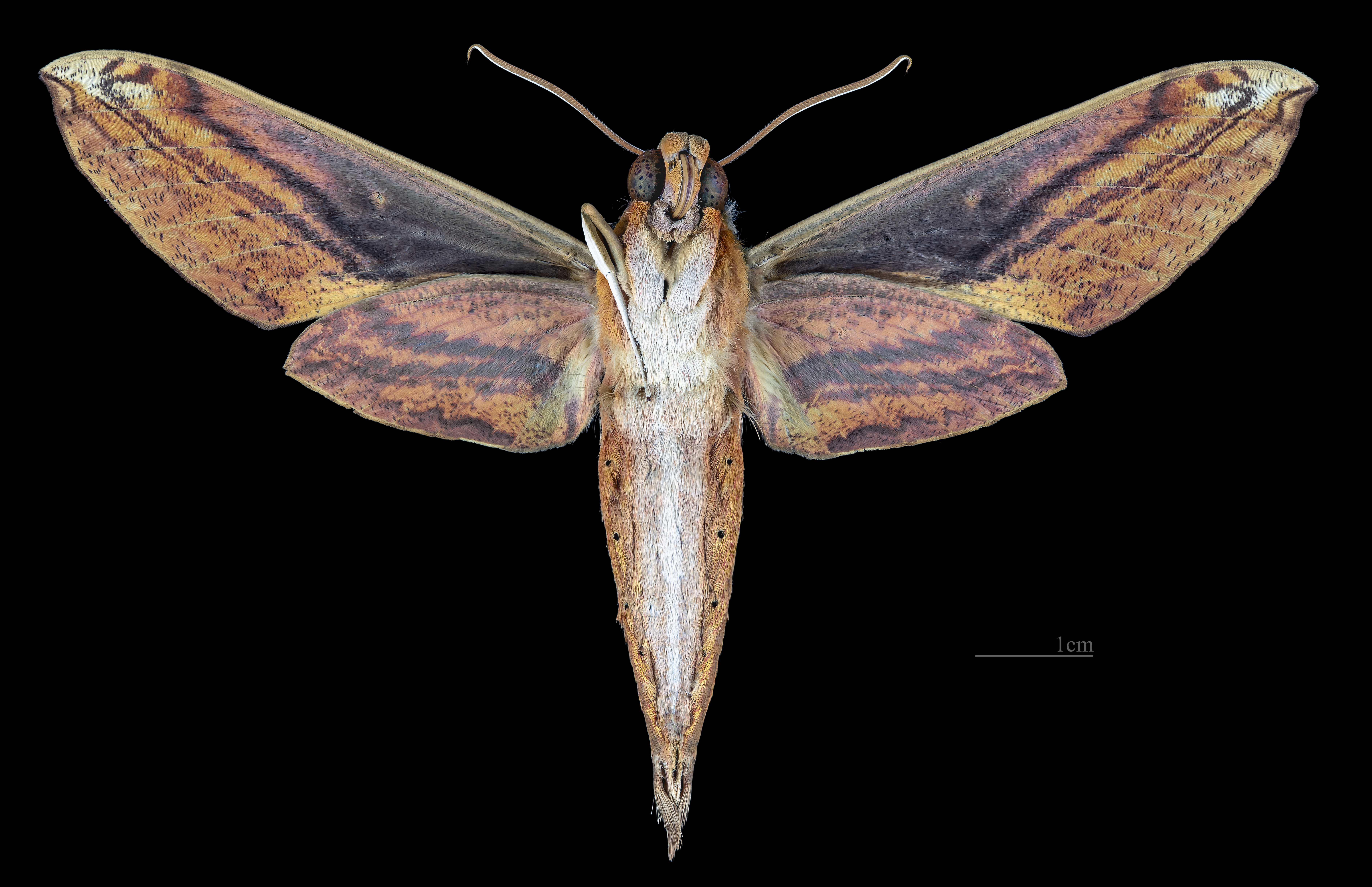
Revers du mâle (coll.MHNT)

Chenille
Le chenille est vert bleuâtre, avec une ligne subdorsale portant des stries obliques en dessous sur 4 au 10 somites. Un ocelle sur 4 somites de couleur verdâtre avec un anneau noir. La corne est jaunâtre.

## Répartition
Cette espèce est connue au Sri Lanka, Inde (y compris les îles Andaman-et-Nicobar), au Népal, en Birmanie, en Thaïlande, dans sud de la Chine, Taïwan, en Corée du Sud, au Japon, en Malaisie, Indonésie, dans le nord de l'Australie et de la Nouvelle-Calédonie.

## Biologie
Les chenilles se nourrissent sur les genres Amaranthus , Barringtonia, Discorea, Amorphophallus, Impatiens, Citrullus, Arathis, Boerhavia, Knoxia, Morinda, Oldenlandia, Pongamia, Spermacoce, Glossostigma et Camellia.

## Systématique
- L'espèce Theretra nessus a été décrite par l’entomologiste britannique Dru Drury en 1773[1] sous le nom initial de Sphinx nessus.

### Synonymie
- Sphinx nessus Drury, 1773
- Sphinx equestris Fabricius, 1793 [2]
- Chaerocampa nessus rubicundus (Schaufuss, 1870)

### Taxonomie
Liste des sous-espèces
- Theretra nessus nessus - dans les pays de l'Asie du Sud et Asie du Sud-Est
- Theretra nessus albata Fukuda 2003 (Fidji, Nouvelle-Calédonie, les îles Loyauté et l'île Rossel à l'extrémité est de l'archipel Louisiade)